# Mystacinobiidae
Famille
Les Mystacinobiidae sont une famille de diptères.

## Liste des genres
Selon Catalogue of Life (15 avril 2019) :
- genre Mystacinobia Holloway, 1976